# Pyrgulopsis bryantwalkeri
Pyrgulopsis bryantwalkeri är en snäckart som beskrevs av Robert Hershler 1994. Pyrgulopsis bryantwalkeri ingår i släktet Pyrgulopsis och familjen tusensnäckor. Inga underarter finns listade i Catalogue of Life.